# Renault Grand Koleos
La Renault Grand Koleos est un SUV familial du Constructeur automobile français Renault, basée sur le Geely Xingyue L, produite par Renault Corée en Corée du Sud à partir de 2024 pour le marché local et quelques marchés d'export.

## Présentation

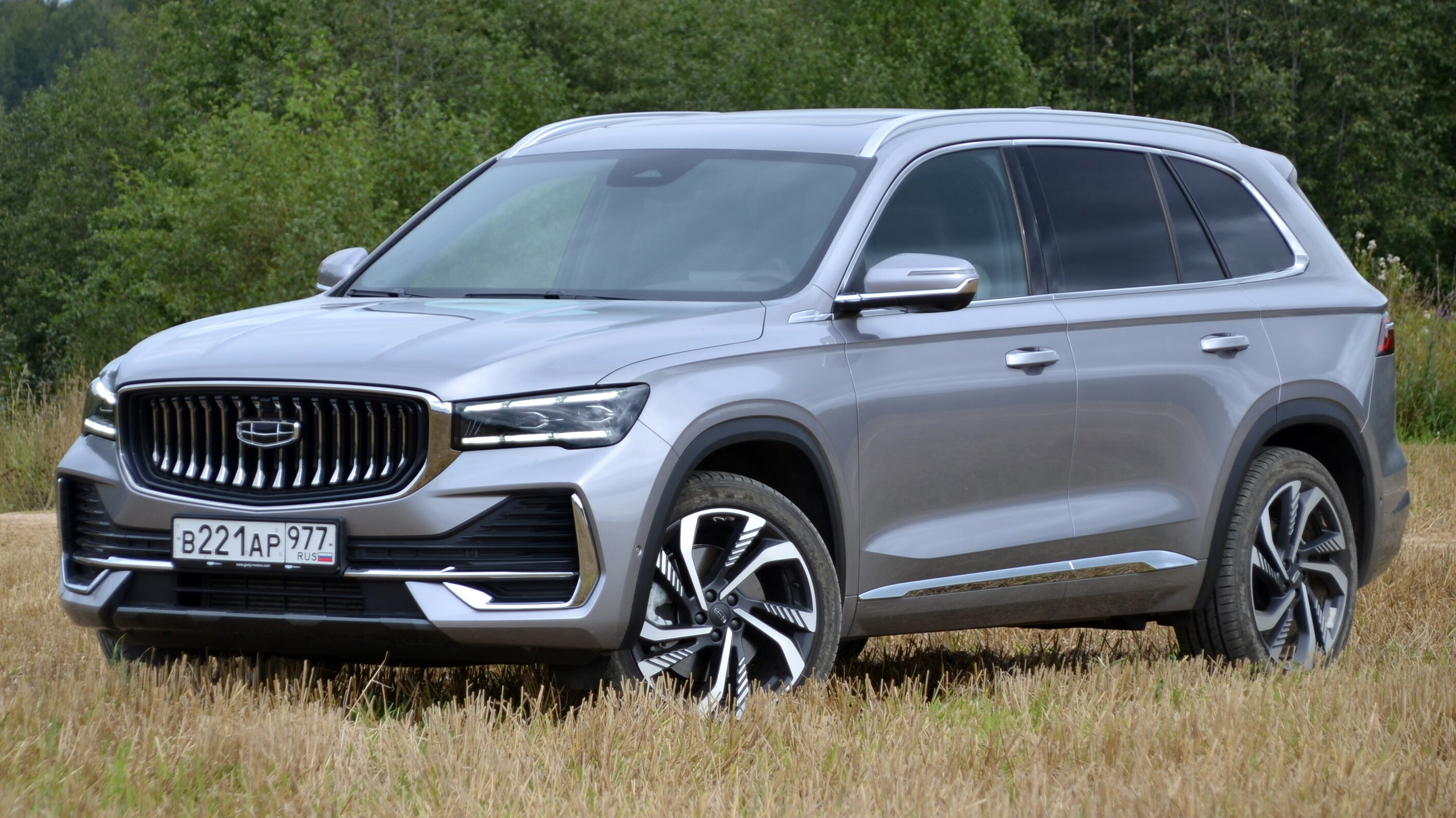
Geely Monjaro.

La Grand Koleos est présentée au salon de l'automobile de Busan de 2024.
La production en série démarre en juillet 2024.
En plus de la Corée du Sud, il est vendu dans certains pays du Moyen-Orient

## Caractéristiques techniques
Le SUV repose sur la plateforme technique de la Geely Xingyue L (aussi appelé Geely Monjaro), à la suite d'un partenariat entre Renault et le constructeur automobile chinois Geely, prévoyant notamment que Geely fournisse des bases pour les futurs véhicules de Renault Corée.
Celui-ci est plus grand et plus haut de gamme que les anciennes générations de Koleos, (4,78 m pour la Grand Koleos contre 4,67 m pour le Koleos de seconde génération).

## Finitions
- Esprit Alpine
- Iconic
- Techno